# Море кличе (фільм)
«Море кличе» (рос. «Море зовёт») — радянський художній фільм 1955 року режисера Володимира Брауна. Виробництво кіностудії ім. Олександра Довженка.

## Сюжет
Катерина Чумак, вдова чорноморського моряка, ростить чотирьох синів. Діти загиблого моряка вирішують присвятити свої життя морю. Двоє плавають на одному сейнері. Один з них — капітан, другий мріє про далекі береги і намагається ігнорувати накази капітана, але незабаром зрозумівши, що так він нічого не доб'ється, бере уроки мужності і порядку у старшого брата. Молодший братик — шкідливий п'ятикласник Тімка — теж коли-небудь стане капітаном, а наразі вирішує дати матері спокій і влаштуватися юнгою на корабель.

## У фільмі знімалися
- Людмила Скопина — Катерина Матвіївна Чумак, вдова чорноморського моряка, ростить чотирьох синів
- Анатолій Соловйов — Матвій Чумак, (у титрах А. Івашов)
- Юрій Пузирьов — Віктор Чумак
- Олександр Суснін — Борис Чумак
- Вова Улітін — Тимко Чумак
- Надія Семенцова (Вікторова) — Антоніна
- Надія Румянцева — Настя Федоренко
- Григорій Козаченко — Гнат, рибалка
- Петро Савін — Петро, рибалка
- Д. Іваній — рибалка
- Андрій Сова — Грицько, рибалка
- Олександр Лебедєв — Васьок, рибалка
- Володимир Ємельянов — Федір Михайлович
- Іван Рижов — Василь Васильович
- Микола Братерський — Андрію Петровичу, бригадир
- Микола Пішванов — працівник рибальського господарства
- Іван Матвєєв — кок
- Борис Кудряшов — епізод
- Ф. Вархола — епізод
- Ольга Реус-Петренко — касирка, (немає в титрах)
- Софія Карамаш — дружина бригадира, (немає в титрах)

## Знімальна група
- Автори сценарію:  Неллі Морозова,  Валентин Морозов
- Постановка: Володимир Браун
- Оператор-постановник: Олексій Герасимов
- Режисер: Людмила Дзенькевич
- Композитор: Ігор Шамо
- Звукооператор: Андрій Демиденко
- Редактор фільму: Олександр Перегуда
- Художники:
  - декорації — Михайло Юферов, Фелікс Вакеріса-Гальдос
  - костюми — Олександра Петрова
  - грим — Олена Парфенюк
- Монтажер: Нехама Ратманська
- Текст пісень: Л. Рева
- Текст і музика рибацької пісні: Ю. Олеша, В. Ріскінд
- Комбіновані зйомки: 
  - оператор — Олександр Панкратьєв
  - художник — С. Старов